# 唐卡斯特站
唐卡斯特站（英語：Doncaster railway station）是英國英格蘭南約克郡城市唐卡斯特的一座火車站，位於東海岸主線自倫敦國王十字北起16公里處。車站距唐卡斯特市中心大約5公里。唐卡斯特車站有東海岸公司管理，是英格蘭東北部的主要車站之一。現在的車站建築始建於1849年，1938年重建為現在外觀，之後也曾進行過一些細部修改。

## 外部連結
- Frenchgate Interchange（页面存档备份，存于）